# Баннатайн, Джеймс
Джеймс Ба́ннатайн (англ. James Bannatyne; 30 июня 1975, Лоуэр-Хатт) — новозеландский футболист, вратарь. Выступал в сборной Новой Зеландии.

## Клубная карьера
Футбольную карьеру Баннатайн начал в полупрофессиональных командах новозеландских лиг «Питоун» и «Мирамар Рейнджерс». В 2000 году переехал в Англию, где провёл один сезон в клубе одной из низших лиг «Идинг», затем вернулся в Новую Зеландию, где некоторое время выступал за клуб, играющий в австралийской НСЛ, «Футбол Кингз», но не смог закрепиться в его составе и далее играл в клубах выступающих в чемпионате Новой Зеландии «Мирамар Рейнджерс», «Кентербери Юнайтед» и «Тим Веллингтон».

## Национальная сборная
В национальной сборной Джеймс Баннатайн дебютировал 8 июня 2001 года в матче со сборной Островов Кука. Никогда не считался основным вратарём сборной, и всего провёл в её составе 3 матча. Баннатайн принимал участие в составе Новой Зеландии в чемпионате мира 2010.